# Приступа Хома
Хома Приступа (псевдо Фома Полєвой, Полевий, Польовий; нар. 3 листопада 1895, Задвір'я  — пом. 23 листопада 1937) — український комуністичний діяч, депутат Сейму І каденції у Другій Речі Посполитій.

## Політична діяльність
У 1918—1920 роках був у керівництві організації «Просвіта». У 1920 році став членом Комуністичної партії Східної Галичини. Брав участь у роботі сільськогосподарського відділу Луцького ревкому. У 1922—1923 роках був членом Української соціал-демократичної партії. Потім був активним членом Комуністичної партії Західної України, входив до її ЦК. Був видавцем журналу «Nasz Szljiach» («Наш шлях»). Хома Приступа був одним з засновників  Польської комуністичної партії та Комуністичної партії Західної України (КПЗУ) (Фото), входив до її ЦК. Був видавцем журналу «Nasz Szljiach» («Наш шлях»). Неоднарозово заарештовувся польською секретною службою Діфензіва, але за кілька днів після арешту виходив на волю, бо як член Сейму мав недоторканність. У 1922—1927 рр. був членом Сейму РП, членом Української Парламентської репрезентації (1922, фото), а з 6 червня 1924 р. — секретарем фракції комуністичних депутатів. Тоді він вступив у конфлікт із керівництвом Комуністичної партії Польщі і на наступних виборах не балотувався.
У лютому 1927 р. емігрував до Радянського Союзу. У середині березня 1929 р. був направлений до МЗС для допомоги революційному руху. Був членом ВКП(б), референтом НКО УСРР, головою комітету МОПР УСРР, першим ректором уновствореного Українського університету марксизму-ленінізму.
Перший раз заарештований у 1930 році, але невздовзі відпущений на волю. Другий раз заарештований 12 травня 1933 р. як член к.-р. організації УВО (статті 54-2 , 54-4, 54-6, 54-11 КК УСРР). Ухвалою судової трійки при колегії ДПУ УСРР від 23 вересня 1933 р. позбавлений волі в місцях, підвідомчих ОДПУ на 10 років. Термін покарання відбував з 1933 по 1935 рік у ізоляторі для політв'язнів у м. Верхньоуральськ Челябінської обл., через два роки етапований у БелБалтЛаг, станція Медвежа Гора, де тримав двомісячне голодування як протест проти умов утримання. Наприкінці 1935 року етапований до СЛОНу (концтабір НКВС на Соловецьких островах). У 1937 р. за розпорядженням УДБ НКВС УРСР етапований до Київської в'язниці. Після кількох місяців допитів у Лук'янівській в'язниці м. Києва за рішенням НКВС та прокурора СРСР від 20 листопада 1937 р. був страчений 23 листопада 1937 р.